# Bishop Castle
Koordinaten: 38° 3′ 41,2″ N, 105° 5′ 39,9″ W

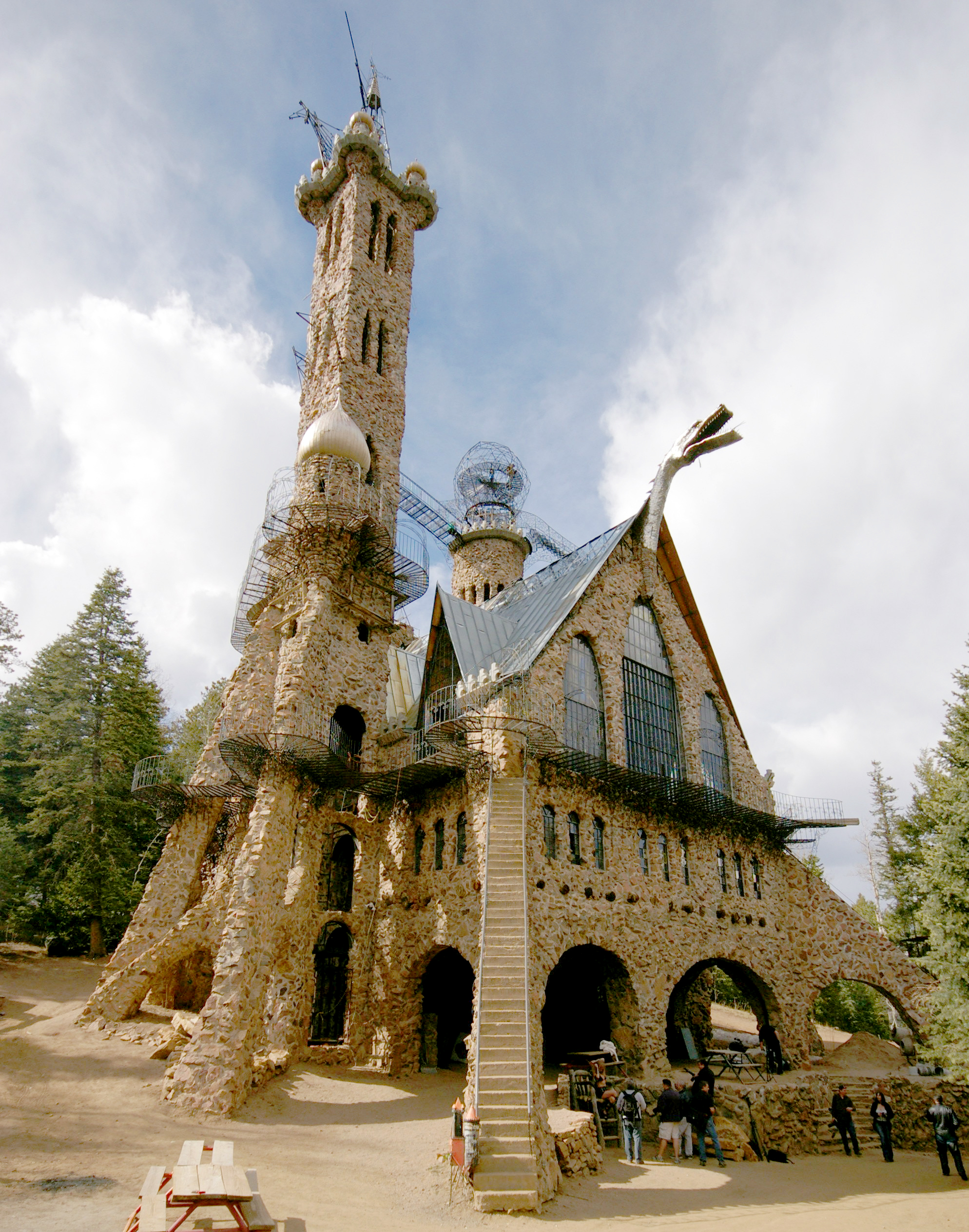
Vorderseite des Bishop Castle aus südlicher Richtung. Der Hauptturm ist rund 50 m hoch.

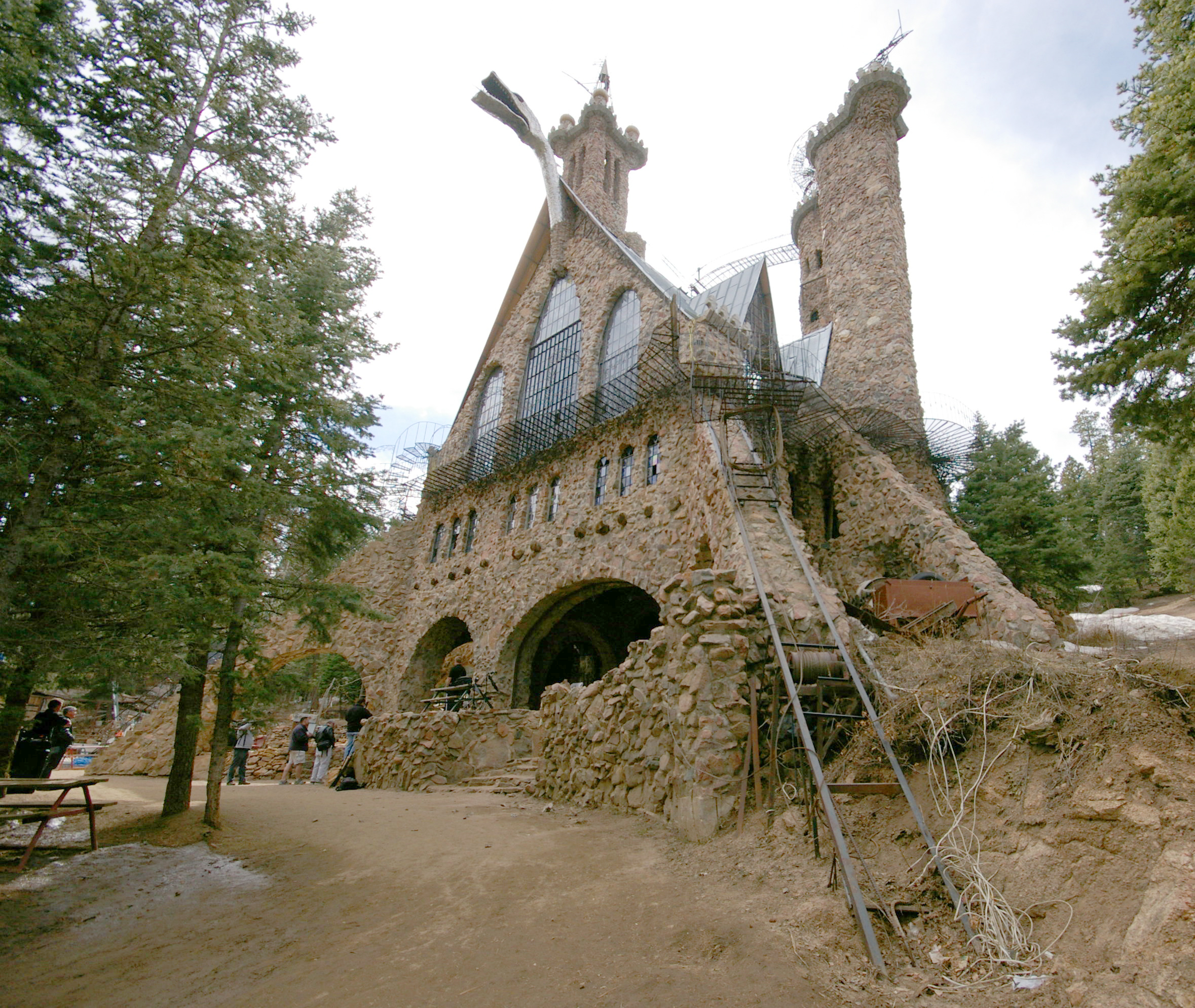
Vorderseite des Bishop Castle aus nördlicher Richtung.

Bishop Castle begann als Familienprojekt in den Wet Mountains in South Colorado, Vereinigte Staaten. Dort, im San Isabel National Forest in der Nähe von Rye, befindet sich die nach ihrem Erbauer Jim Bishop benannte Burg direkt am State Highway 165, der etwa 13 Meilen (21 km) weiter nördlich an der McKenzie Junction auf den State Highway 96 trifft. Die Straße ist Teil des Frontier Pathways Scenic and Historic Byway und Bishop Castle ist auf der offiziellen Karte verzeichnet.
Bishop erwarb das Grundstück, als er 15 Jahre alt war, für 1.250 Dollar. Im Jahre 1969 begann er mit dem Bau eines Familienhäuschens, das er mit Steinen umsäumte. Nachbarn fanden, dass die Form des Gebäudes an eine Burg erinnerte. Bishop berücksichtigte dies bei der weiteren Konstruktion und so baute er im Laufe der Jahre seine Burg aus Granitstein, Stahl und Beton. Da es weder Baupläne noch Genehmigungen gibt, hatte Bishop dabei zahlreiche Auseinandersetzungen mit den Behörden zu meistern.
Bishop Castle ist das ganze Jahr tagsüber für Besichtigungen geöffnet. Der Eintritt ist frei, aber Spenden werden erbeten. Einige selbstgemalte Schilder warnen Besucher, dass sie die Burg auf eigene Gefahr betreten, andere erinnern sie daran, dass Jim Bishop die Burg ganz alleine von Hand gebaut hat.